# République des États-Unis d'Indonésie
1949–1950
(7 mois et 21 jours)
Entités précédentes :
- Indes orientales néerlandaises

Entités suivantes :
- État unitaire de la république d'Indonésie

La république des États-Unis d'Indonésie, 14 décembre 1949-17 août 1950 (en rouge, la république d'Indonésie proprement dite ; en jaune, les états sous influence néerlandaise).

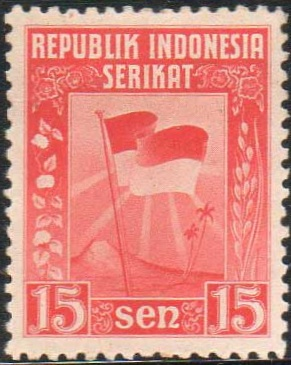
Timbre de 1950 de la république des États-Unis d'Indonésie.

La république des États-Unis d'Indonésie, en indonésien Republik Indonesia Serikat ou RIS, était un État fédéral créé le 14 décembre 1949 par la signature d'une charte constituante en la demeure de Soekarno à Jakarta. Il a été remplacé le 17 août 1950 par le Negara Kesatuan Republik Indonesia ou « État unitaire de la république d'Indonésie ».

## Histoire
L'indépendance de la république d'Indonésie est proclamée le 17 août 1945 par Soekarno et Hatta dès le retrait des armées japonaises. 

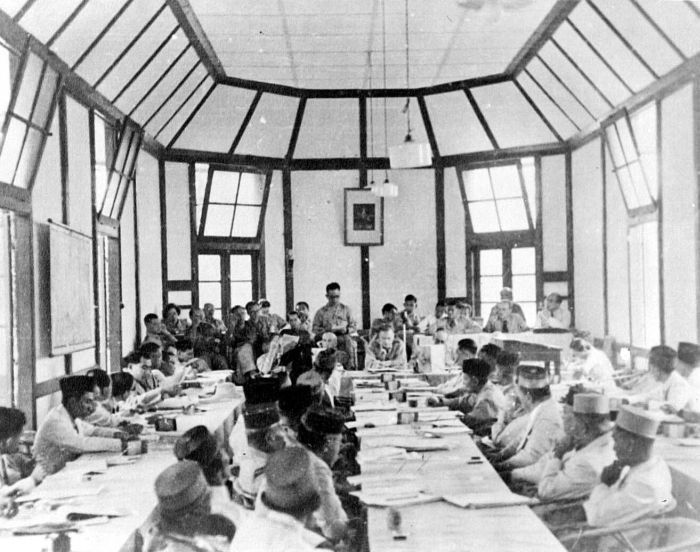
La conférence de Malino.

Dès janvier 1946, les Néerlandais reviennent en Indonésie. En décembre, ils annoncent à Denpasar à Bali la création d'un Negara Indonesia Timur (« État d'Indonésie orientale »). En juillet 1946, les Néerlandais organisent une conférence dans la station de montagne de Malino dans le sud de Célèbes. Ils obtiennent le soutien des représentants de Bornéo et de l'est de l'archipel. 
Ils lancent en juillet 1947 une première intervention armée contre la république d'Indonésie mais doivent accepter un appel au cessez-le-feu des Nations unies.

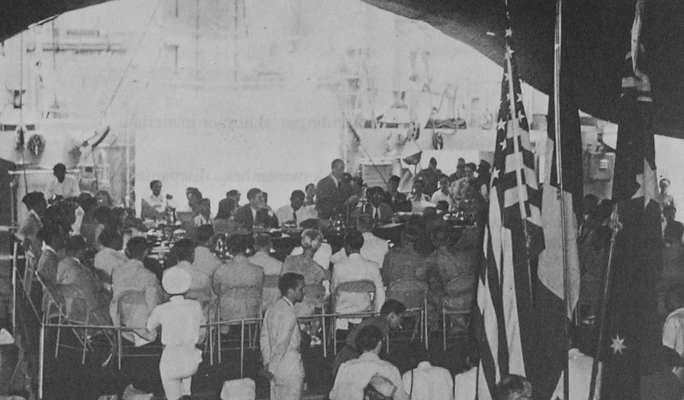
Les négociateurs indonésiens et néerlandais à bord du

Le 17 janvier 1948, un accord signé entre les deux parties à bord du navire de guerre américain USS Renville avalise le projet néerlandais d'un État fédéral en Indonésie. Les Néerlandais poursuivent leur projet fédéral et annoncent la création d'une série d'États et territoires fantoches en différents endroits de l'archipel, au nombre de quinze en 1948. 
Les signataires de la charte constituante sont les représentants de la république d'Indonésie et de ces 16 autres États et territoires, à savoir 7 États :

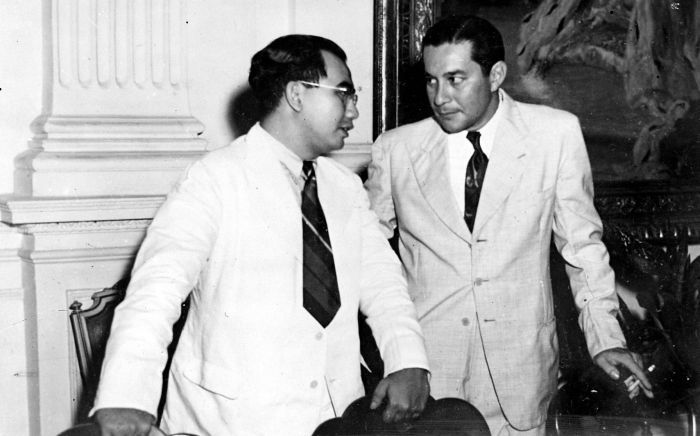
Le prince balinais Ide Anak Agung Gde Agung (à gauche) conversant avec le Sultan Hamid II de Pontianak (1949)

1. M. Soesanto Tirtoprodjo (en) pour la république d'Indonésie proprement dite, constituée de l'île de Sumatra (sauf les États de Sumatra oriental et Sumatra du Sud mentionnés ci-après), la région de Banten, une partie de Java central et une partie de Java Est, dont la capitale était alors Yogyakarta,
2. Le prince Ide Anak Agung Gde Agung pour l'État de l'Indonésie orientale (Negara Indonesia Timur),
3. Le prince R. A. A. Tjakraningrat pour l'État de Madura (en),
4. M. Raden Soedarmo pour l'État de Java oriental (en) (Negara Jawa Timur),
5. M. Djoemhana Wiriatmadja pour l'État de Pasundan (en) (actuelle province de Java occidental),
6. M. Abdul Malik pour l'État de Sumatra du Sud (en)
7. Le prince Radja Kaliamsjah Sinaga pour l'État de Sumatra oriental (en) (région de Medan, ancien sultanat de Deli)

et 9 territoires :
1. Le Sultan Hamid II (en) de Pontianak pour le territoire spécial de Kalimantan occidental,
2. M. Mohammad Hanafiah (id) pour la région de Banjar (en),
3. M. Mohammad Jusuf Rasidi pour le territoire de Bangka,
4. M. K. A. Mohammad Jusuf pour le territoire de Belitung,
5. M. Muhran bin Haji Ali pour le territoire du Grand Dayak (en) (Dajak Besar),
6. Le Dr R. V. Sudjito pour le territoire de Java central,
7. M. Jamani (id) pour la fédération de Bornéo du Sud-Est (en) (Kalimantan Tenggara, l'ancien sultanat de Pasir),
8. M. A. P. Sosronegoro pour le territoire de Kalimantan oriental (non compris Pasir),
9. Le prince Radja Mohammad pour le territoire de Riau.

La RIS fut reconnue par les Pays-Bas le 27 décembre 1949 à l'issue de la conférence de la Table ronde de La Haye entre le royaume, la république d'Indonésie et le Bijeenkomst voor Federaal Overleg (« assemblée fédérale consultative »), en présence de la Commission des Nations unies pour l'Indonésie (UNCI).
La Nouvelle-Guinée occidentale n'était pas incluse dans la république des États-Unis d'Indonésie.
À la suite de l'écrasement d'un mouvement dirigé par le Dr Chris Soumokil, procureur général de l'État d'Indonésie orientale, qui avait proclamé une « république des Moluques du Sud » le 25 avril, les autorités de Jakarta annoncent le 17 août 1950 la création de l'« État unitaire de la république d'Indonésie » (Negara Kesatuan Republik Indonesia), qui remplace la république des États-Unis d'Indonésie.

## Les États

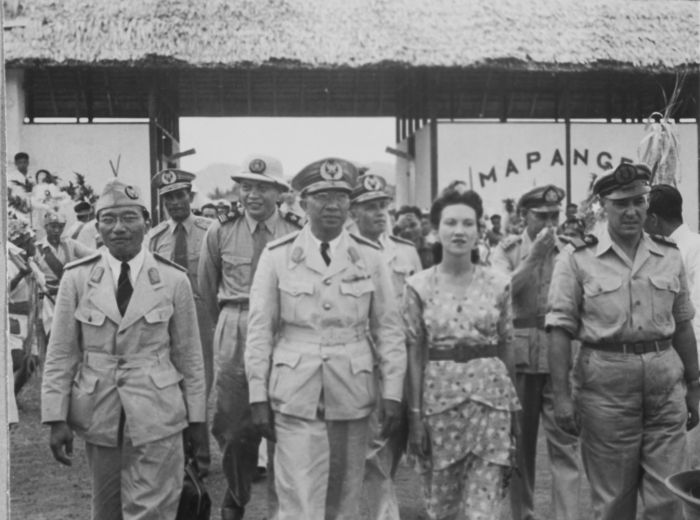
Le prince Soekawati, président de l'État d'Indonésie orientale et son Gilberte Vincent (d'origine française) lors d'une visite dans le Sulawesi du Nord (1948)

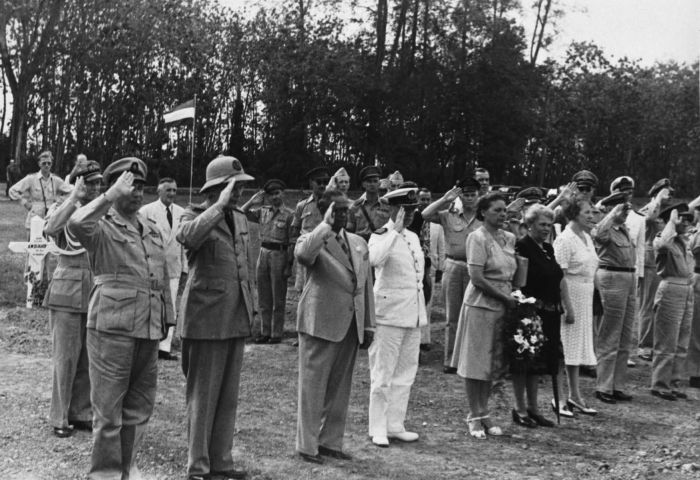
Cérémonie dans un cimetière militaire néerlandais à Medan en présence du lieutenant-gouverneur général Hubertus van Mook et du Dr, wali negara (« chef d'État ») de Sumatra oriental (1948)

- Indonesia Timur (Indonésie orientale) : établi le 24 décembre 1946, dissout le 17 août 1950, président Tjokorda Gde Raka Soekawati (en)
- Sumatera Timur (Sumatra oriental)

## Les territoires
- Bangka, Belitung et Riau : établis le 12 juillet 1947, formant une confédération, incorporé dans la RI le 4 avril 1950, président du Comité exécutif Masjarif
- Banjar : établi le 14 janvier 1948, incorporé dans la RI le 4 avril 1950, capitale Banjarmasin, président du Conseil M. Hanafiah
- Batavia (district fédéral provisoire de) : gouverneur prince R. A. A. Hilman Djajadiningrat (11 août 1948 - 1950)
- Dayak Besar (« Grand Dayak ») : établi le 7 décembre 1946, incorporé dans la RI le 4 avril 1950, président du Conseil J. van Dyk